# Радио-телевизија Цетиње
Радио-телевизија Цетиње је регионални јавни сервис на Цетињу, у Црној Гори. Емитује и производи вести, културне и спортске програме путем телевизија, радија и интернета.
То је најстарија електронска медијска кућа у Црној Гори, основана 27. новембра 1944.
Власник и оснивач РТВ Цетиња је Град Цетиње.